# Cantó de Vesoul-Oest
El cantó de Vesoul-Oest és un cantó francès del departament de l'Alt Saona, situat al districte de Vesoul. Té 11 municipis i part del de Vesoul.

## Municipis
- Andelarre
- Andelarrot
- Chariez
- Charmoille
- Échenoz-la-Méline
- Montigny-lès-Vesoul
- Mont-le-Vernois
- Noidans-lès-Vesoul
- Pusey
- Pusy-et-Épenoux
- Vaivre-et-Montoille
- Vesoul (part)

## Història
| Data d'elecció                           | Identitat        | Partit          | Qualitat |
| ---------------------------------------- | ---------------- | --------------- | -------- |
| 1973-1979                                | Pierre Chantelat | RI, després UDF |          |
| 1979-1985                                | M. Charpentier   | PS              |          |
| 1985-1992                                | Pierre Chantelat | UDF             |          |
| 1992-2002                                | Alain Joyandet   | RPR             |          |
| 2002-2004                                | Alain Chrétien   | UMP             |          |
| 2004-2005                                | Martine Silvain  | PS              |          |
| 2005-2012                                | Alain Chrétien   | UMP             |          |
| 2012-                                    | Sylvie Manière   | UMP             |          |
| les dades anteriors no són pas conegudes |                  |                 |          |
|                                          |                  |                 |          |